# Action Pact
!ACTION PACT! war eine Punkrockband aus London. Die Band wurde 1981 vom Gitarristen Wild Planet, Bassisten Dr. Phibes und Schlagzeuger Joe Fungus gegründet. Sänger war zunächst The John, der später durch Sängerin George Cheex ersetzt wurde.
Es gelang der Band, unter dem Label Fall Out Records im Jahr 1982 die erste EP zu veröffentlichen, die sich in den Punk-Charts platzieren konnte.

## Diskografie

### Alben
- 1983: Mercury Theatre – On the Air! (UK Fall Out)
- 1984: Survival of the Fattest (UK Fall Out)

### EPs
- 1981: Heathrow Touchdown
- 1982: Suicide Bag
- 1983: London Bouncers
- 1984: Yet Another Dole Queue Song

### Singles
- 1983: People
- 1983: Question of Choice
- 1984: Cocktail Credibility